# Blyton
Blyton es una localidad situada en el condado de Lincolnshire, en Inglaterra (Reino Unido), con una población estimada, a mediados de 2019, de 1171 habitantes.
Se encuentra ubicada al noreste de la región Midlands del Este, cerca de la frontera con la región de Yorkshire y Humber, de la ciudad de Lincoln, del estuario del río Humber y de la costa del mar del Norte.